# Dossou Christian Sodjinou
Dossou Christian Sodjinou (* im 20. Jahrhundert) ist ein beninischer Fußballspieler. Seine Stammposition ist unbekannt.
Der Spieler bestritt mindestens im Jahr 1992 eine Partie für die beninische Fußballnationalmannschaft. Dabei handelte es sich um ein Auswärtsspiel in Äthiopien im Rahmen der Qualifikation zur Fußballweltmeisterschaft 1994. Dabei blieb Sodjinou ohne Torerfolg.